# Dinastía batíada
Los miembros de la dinastía Batíada gobernaron la Cirenaica hasta el año 440 . C. Según la mitología griega, eran los descendientes de Bato I, el fundador de Cirene. Un famoso descendiente de Bato es Calímaco, poeta y representante del período neotérico.
Los reyes batíadas de Cirenaica fueron:
- Bato I (c. 630–600 a. C.)[1]
- Arcesilao I (c. 600–583 a. C.)
- Batto II (c. 583–560 a. C.)
- Arcesilao II (c. 560–550 a. C.)
- Bato III (c. 550–530 a. C.)
- Arcesilao III (c. 530–515 a. C.)
- Bato IV (c. 515–465 a. C.)
- Arcesilao IV (c. 465–440 a. C.)